# Phase à élimination directe de la Coupe du monde de rugby à XV 2007
La phase à élimination directe de la Coupe du monde de rugby à XV 2007 oppose les 8 équipes qualifiées à l'issue du premier tour. Ces équipes se rencontrent dans des matchs à élimination directe à partir des quarts de finale.

## Vue d'ensemble
Après la phase de groupe, 8 équipes sont qualifiés à raison de 2 par groupe :
| Poule A           | Poule B      | Poule C             | Poule D      |
| ----------------- | ------------ | ------------------- | ------------ |
| 1. Afrique du Sud | 1. Australie | 1. Nouvelle-Zélande | 1. Argentine |
| 2. Angleterre     | 2. Fidji     | 2. Écosse           | 2. France    |

### Tableau récapitulatif
|  | Quarts de finale 6 et 7 octobre 2007 | Quarts de finale 6 et 7 octobre 2007 |                    |                    | Demi-finales 13 et 14 octobre 2007 | Demi-finales 13 et 14 octobre 2007 |    |  | Finale 20 octobre 2007   | Finale 20 octobre 2007   |
|  | Quarts de finale 6 et 7 octobre 2007 | Quarts de finale 6 et 7 octobre 2007 |                    |                    | Demi-finales 13 et 14 octobre 2007 | Demi-finales 13 et 14 octobre 2007 |    |  | Finale 20 octobre 2007   | Finale 20 octobre 2007   |
|  |                                      |                                      |                    |                    |                                    |                                    |    |  |                          |                          |
|  | 6 octobre à Marseille (A)            | 6 octobre à Marseille (A)            |                    |                    | 13 octobre à Saint-Denis (I)       | 13 octobre à Saint-Denis (I)       |    |  | 20 octobre à Saint-Denis | 20 octobre à Saint-Denis |
|  | 6 octobre à Marseille (A)            | 6 octobre à Marseille (A)            |                    |                    | 13 octobre à Saint-Denis (I)       | 13 octobre à Saint-Denis (I)       |    |  | 20 octobre à Saint-Denis | 20 octobre à Saint-Denis |
|  | Australie                            | 10                                   |                    |                    | 13 octobre à Saint-Denis (I)       | 13 octobre à Saint-Denis (I)       |    |  | 20 octobre à Saint-Denis | 20 octobre à Saint-Denis |
|  | Australie                            | 10                                   |                    |                    | 13 octobre à Saint-Denis (I)       | 13 octobre à Saint-Denis (I)       |    |  | 20 octobre à Saint-Denis | 20 octobre à Saint-Denis |
|  | Angleterre                           | 12                                   |                    |                    | 13 octobre à Saint-Denis (I)       | 13 octobre à Saint-Denis (I)       |    |  | 20 octobre à Saint-Denis | 20 octobre à Saint-Denis |
|  | Angleterre                           | 12                                   | Angleterre         | 14                 |                                    |                                    |    |  | 20 octobre à Saint-Denis | 20 octobre à Saint-Denis |
|  | 6 octobre à Cardiff (B)              |                                      | Angleterre         | 14                 |                                    |                                    |    |  | 20 octobre à Saint-Denis | 20 octobre à Saint-Denis |
|  |                                      | France                               | 9                  |                    |                                    |                                    |    |  | 20 octobre à Saint-Denis | 20 octobre à Saint-Denis |
|  | Nouvelle-Zélande                     | France                               | 9                  | 18                 |                                    |                                    |    |  | 20 octobre à Saint-Denis | 20 octobre à Saint-Denis |
|  | Nouvelle-Zélande                     |                                      |                    | 18                 |                                    |                                    |    |  | 20 octobre à Saint-Denis | 20 octobre à Saint-Denis |
|  | France                               | 20                                   |                    |                    |                                    |                                    |    |  | 20 octobre à Saint-Denis | 20 octobre à Saint-Denis |
|  | France                               | 20                                   | Angleterre         | 6                  |                                    |                                    |    |  |                          |                          |
|  | 7 octobre à Marseille (C)            |                                      | Angleterre         | 6                  |                                    |                                    |    |  |                          |                          |
|  |                                      | Afrique du Sud                       | 15                 |                    |                                    |                                    |    |  |                          |                          |
|  | Afrique du Sud                       | Afrique du Sud                       | 15                 | 37                 |                                    |                                    |    |  |                          |                          |
|  | Afrique du Sud                       | 14 octobre à Saint-Denis (II)        |                    | 37                 |                                    |                                    |    |  |                          |                          |
|  | Fidji                                | 20                                   |                    |                    |                                    |                                    |    |  |                          |                          |
|  | Fidji                                | 20                                   | Afrique du Sud     | 37                 |                                    |                                    |    |  |                          |                          |
|  | 7 octobre à Saint-Denis (D)          | 7 octobre à Saint-Denis (D)          | Afrique du Sud     | 37                 | Match pour la 3e place             | Match pour la 3e place             |    |  |                          |                          |
|  | 7 octobre à Saint-Denis (D)          | 7 octobre à Saint-Denis (D)          |                    | Argentine          | Match pour la 3e place             | Match pour la 3e place             | 13 |  |                          |                          |
|  | Argentine                            | 19                                   | 19 octobre à Paris | 19 octobre à Paris |                                    |                                    | 13 |  |                          |                          |
|  | Argentine                            | 19                                   | 19 octobre à Paris | 19 octobre à Paris |                                    |                                    |    |  |                          |                          |
|  | Écosse                               | 13                                   |                    | France             | 10                                 |                                    |    |  |                          |                          |
|  | Écosse                               | 13                                   |                    | France             | 10                                 |                                    |    |  |                          |                          |
|  |                                      |                                      |                    |                    |                                    |                                    |    |  | Argentine                | 34                       |
|  |                                      |                                      |                    |                    |                                    |                                    |    |  | Argentine                | 34                       |

## Quarts de finale

### Australie-Angleterre
| Équipes        | Australie - Angleterre |
| Score          | 10 - 12 (10-6) |
| Date           | 6 octobre 2007, 15:00 |
| Stade          | Stade Vélodrome, à Marseille ( France) (record d'affluence du stade 59 120 spectateurs) |
| Arbitre        | Alain Rolland |
| Australie      | Titulaires : 1 Matt Dunning, 2 Stephen Moore, 3 Guy Shepherdson, 4 Nathan Sharpe, 5 Daniel Vickerman, 6 Rocky Elsom, 7 George Smith, 8 Wycliff Palu, 9 George Gregan, 10 Berrick Barnes, 11 Lote Tuqiri, 12 Matt Giteau, 13 Stirling Mortlock (cap.), 14 Adam Ashley-Cooper, 15 Chris Latham Remplaçants : 16 Adam Freier, 17 Al Baxter, 18 Hugh McMeniman, 19 Stephen Hoiles, 20 Phil Waugh, 21 Julian Huxley, 22 Drew Mitchell |
| Angleterre     | Titulaires : 1 Andrew Sheridan, 2 Mark Regan, 3 Phil Vickery (cap.), 4 Simon Shaw, 5 Ben Kay, 6 Martin Corry, 7 Lewis Moody, 8 Nick Easter, 9 Andy Gomarsall, 10 Jonny Wilkinson, 11 Josh Lewsey, 12 Mike Catt, 13 Mathew Tait, 14 Paul Sackey, 15 Jason Robinson Remplaçants : 16 George Chuter, 17 Matt Stevens, 18 Lawrence Dallaglio, 19 Joe Worsley, 20 Peter Richards, 21 Toby Flood, 22 Dan Hipkiss                       |
| Points marqués | Australie : 1 essai de Tuqiri (33e), 1 transformation de Mortlock (34e), 1 pénalité de Mortlock (7e) Angleterre : 4 pénalités de Wilkinson (21e, 25e, 52e, 60e) |

### Nouvelle-Zélande-France
| Équipes          | Nouvelle-Zélande - France |
| Score            | 18 - 20 (13-3) |
| Date             | 6 octobre 2007, 20:00 (UTC) |
| Stade            | Millennium Stadium, à Cardiff ( Pays de Galles) |
| Arbitre          | Wayne Barnes |
| Nouvelle-Zélande | Titulaires :1 Tony Woodcock, 2 Anton Oliver, 3 Carl Hayman, 4 Keith Robinson, 5 Ali Williams, 6 Jerry Collins, 7 Richie McCaw (cap.), 8 Rodney So'oialo, 9 Byron Kelleher, 10 Daniel Carter, 11 Sitiveni Sivivatu, 12 Luke McAlister, 13 Mils Muliaina, 14 Joe Rokocoko, 15 Leon MacDonald Remplaçants : 16 Andrew Hore, 17 Neemia Tialata, 18 Chris Jack, 19 Chris Masoe, 20 Brendon Leonard, 21 Nick Evans, 22 Isaia Toeava                                                                |
| France           | Titulaires :1 Olivier Milloud, 2 Raphaël Ibañez (cap.), 3 Pieter de Villiers, 4 Jérôme Thion, 5 Fabien Pelous, 6 Serge Betsen, 7 Thierry Dusautoir, 8 Julien Bonnaire, 9 Jean-Baptiste Élissalde, 10 Lionel Beauxis, 11 Cédric Heymans, 12 Yannick Jauzion, 13 David Marty, 14 Vincent Clerc, 15 Damien Traille Remplaçants : 16 Dimitri Szarzewski, 17 Jean-Baptiste Poux, 18 Sébastien Chabal, 19 Imanol Harinordoquy, 20 Frédéric Michalak, 21 Christophe Dominici, 22 Clément Poitrenaud |
| Points marqués   | Nouvelle-Zélande : 2 essais de McAlister (17e), So'oialo (63e), 1 transformation de Carter (18e), 2 pénalités de Carter (13e, 31e) France : 2 essais de Dusautoir (54e), Jauzion (68e), 2 transformations de Beauxis (55e), Elissalde (69e), 2 pénalités de Beauxis (40e, 46e) |

### Afrique du Sud-Fidji
| Équipes        | Afrique du Sud - Fidji |
| Score          | 37 - 20 (13-3) |
| Date           | 7 octobre 2007, 15:00 |
| Stade          | Stade Vélodrome, à Marseille ( France) |
| Arbitre        | Alan Lewis |
| Afrique du Sud | Titulaires : 1 Os du Randt, 2 John Smit (cap.), 3 CJ van der Linde, 4 Bakkies Botha, 5 Victor Matfield, 6 Schalk Burger, 7 Juan Smith, 8 Danie Rossouw, 9 Fourie du Preez, 10 Butch James, 11 Bryan Habana, 12 François Steyn, 13 Jaque Fourie, 14 JP Pietersen, 15 Percy Montgomery Remplaçants : 16 Gary Botha, 17 Gurthro Steenkamp, 18 Jannie du Plessis, 19 Johann Muller, 20 Wikus van Heerden, 21 Ruan Pienaar, 22 Wynand Olivier / Andre Pretorius |
| Fidji          | Titulaires : 1 Graham Dewes, 2 Sunia Koto, 3 Henry Qiodravu, 4 Kele Leawere, 5 Ifereimi Rawaqa, 6 Semisi Naevo, 7 Akapusi Qera, 8 Sisa Koyamaibole, 9 Mosese Rauluni (cap.), 10 Seremaia Bai, 11 Sireli Bobo, 12 Seru Rabeni, 13 Kameli Ratuvou, 14 Vilimoni Delasau, 15 Norman Ligairi Remplaçants : 16 Bill Gadolo, 17 Jone Railomo, 18 Aca Ratuva, 19 Wame Lewaravu, 20 Jone Daunivucu, 21 Waisea Luveniyali, 22 Gabiriele Lovobalavu                   |
| Points marqués | Afrique du Sud : 5 essais de Fourie (13e), Smit (35e), Pietersen (53e), Smith (69e), James (80e), 3 transformation de Montgomery (54e, 70e, 80e), 2 pénalités de Steyn (8e), Montgomery (63e) Fidji : 2 essais de Delasau (57e), Bobo (59e), 2 transformations de Bai (58e, 60e), 2 pénalités de Bai (25e, 43e) |

### Argentine-Écosse
| Équipes        | Argentine - Écosse |
| Score          | 19 - 13 (13-6) |
| Date           | 7 octobre 2007, 21:00 |
| Stade          | Stade de France, à Saint-Denis ( France) |
| Arbitre        | Joël Jutge |
| Argentine      | Titulaires : 1 Rodrigo Roncero, 2 Mario Ledesma, 3 Martín Scelzo, 4 Ignacio Fernández Lobbe, 5 Patricio Albacete, 6 Lucas Ostiglia, 7 Juan Martín Fernández Lobbe, 8 Gonzalo Longo, 9 Agustín Pichot (cap.), 10 Juan Martín Hernández, 11 Horacio Agulla, 12 Felipe Contepomi, 13 Manuel Contepomi, 14 Lucas Borges, 15 Ignacio Corleto Remplaçants : 16 Alberto Vernet Basualdo, 17 Omar Hasan, 18 Rimas Álvarez Kairelis, 19 Juan Manuel Leguizamón, 20 Nicolas Fernández Miranda, 21 Federico Todeschini, 22 Hernán Senillosa |
| Écosse         | Titulaires : 1 Gavin Kerr, 2 Ross Ford, 3 Euan Murray, 4 Nathan Hines, 5 Jim Hamilton, 6 Jason White (cap.), 7 Allister Hogg, 8 Simon Taylor, 9 Mike Blair, 10 Dan Parks, 11 Chris Paterson, 12 Rob Dewey, 13 Simon Webster, 14 Sean Lamont, 15 Rory Lamont Remplaçants : 16 Scott Lawson, 17 Craig Smith, 18 Scott MacLeod, 19 Kelly Brown, 20 Chris Cusiter, 21 Andrew Henderson, 22 Hugo Southwell |
| Points marqués | Argentine : 1 essai de Longo (32e), 1 transformation de F.Contepomi (33e), 3 pénalités de Contepomi (22e, 26e, 42e), 1 drop de Hernandez (55e) Écosse : 1 essai de Cusiter (62e), 1 transformation de Paterson (63e), 2 pénalités de Parks (16e), Paterson (38e) |

## Demi-finales

### Angleterre-France
| Équipes        | Angleterre - France |
| Score          | 14 - 9 (5-6) |
| Date           | 13 octobre 2007, 21:00 |
| Stade          | Stade de France, à Saint-Denis ( France) |
| Arbitre        | Jonathan Kaplan |
| Angleterre     | Titulaires : 1 Andrew Sheridan, 2 Mark Regan, 3 Phil Vickery (cap.), 4 Simon Shaw, 5 Ben Kay, 6 Martin Corry, 7 Lewis Moody, 8 Nick Easter, 9 Andy Gomarsall, 10 Jonny Wilkinson, 11 Josh Lewsey, 12 Mike Catt, 13 Mathew Tait, 14 Paul Sackey, 15 Jason Robinson Remplaçants : 16 George Chuter, 17 Matt Stevens, 18 Lawrence Dallaglio, 19 Joe Worsley, 20 Peter Richards, 21 Toby Flood, 22 Dan Hipkiss                                                                                    |
| France         | Titulaires : 1 Olivier Milloud, 2 Raphaël Ibañez (cap.), 3 Pieter de Villiers, 4 Jérôme Thion, 5 Fabien Pelous, 6 Serge Betsen, 7 Thierry Dusautoir, 8 Julien Bonnaire, 9 Jean-Baptiste Élissalde, 10 Lionel Beauxis, 11 Cédric Heymans, 12 Yannick Jauzion, 13 David Marty, 14 Vincent Clerc, 15 Damien Traille Remplaçants : 16 Dimitri Szarzewski, 17 Jean-Baptiste Poux, 18 Sébastien Chabal, 19 Imanol Harinordoquy, 20 Frédéric Michalak, 21 Christophe Dominici, 22 Clément Poitrenaud |
| Points marqués | France : 3 pénalités de Beauxis (8e, 18e, 44e) Angleterre : 1 essai de Lewsey (2e), 2 pénalités de Wilkinson (47e, 74e), 1 drop de Wilkinson (77e) |

### Afrique du Sud-Argentine
| Équipes        | Afrique du Sud - Argentine |
| Score          | 37 - 13 (24-6) |
| Date           | 14 octobre 2007, 21:00 |
| Stade          | Stade de France, à Saint-Denis ( France) |
| Arbitre        | Steve Walsh |
| Afrique du Sud | Titulaires : 1 Os du Randt, 2 John Smit (cap.), 3 CJ van der Linde, 4 Bakkies Botha, 5 Victor Matfield, 6 Schalk Burger, 7 Juan Smith, 8 Danie Rossouw, 9 Fourie du Preez, 10 Butch James, 11 Bryan Habana, 12 François Steyn, 13 Jaque Fourie, 14 JP Pietersen, 15 Percy Montgomery Remplaçants : 16 Bismarck du Plessis, 17 Jannie du Plessis, 18 Johann Muller, 19 Bobby Skinstad, 20 Ruan Pienaar, 21 Andre Pretorius, 22 Wynand Olivier                                                                                  |
| Argentine      | Titulaires : 1 Rodrigo Roncero, 2 Mario Ledesma, 3 Martín Scelzo, 4 Ignacio Fernández Lobbe, 5 Patricio Albacete, 6 Lucas Ostiglia, 7 Juan Martín Fernández Lobbe, 8 Gonzalo Longo, 9 Agustín Pichot (cap.), 10 Juan Martín Hernández, 11 Horacio Agulla, 12 Felipe Contepomi, 13 Manuel Contepomi, 14 Lucas Borges, 15 Ignacio Corleto Remplaçants : 16 Alberto Vernet Basualdo, 17 Omar Hasan, 18 Rimas Álvarez Kairelis, 19 Juan Manuel Leguizamón, 20 Nicolas Fernández Miranda, 21 Federico Todeschini, 22 Gonzalo Tiesi |
| Points marqués | Afrique du Sud : 4 essais de Fourie du Preez (7e), Habana (32e, 77e), Rossouw (40e), 3 pénalités de Montgomery (17e, 71e, 75e), 4 transformations de Montgomery (8e, 33e, 41e, 78e) Argentine : 1 essai de M.Contepomi (45e), 1 transformation de F.Contepomi (46e), 2 pénalités de F.Contepomi (15e, 30e) |

## Match pour la troisième place
| Équipes        | France - Argentine |
| Score          | 10 - 34 (3-17) |
| Date           | 19 octobre 2007, 21:00 |
| Stade          | Parc des Princes, à Paris ( France) |
| Arbitre        | Paul Honiss |
| France         | Titulaires : 1 Jean-Baptiste Poux, 2 Raphaël Ibañez (cap.), 3 Nicolas Mas, 4 Lionel Nallet, 5 Jérôme Thion, 6 Yannick Nyanga, 7 Thierry Dusautoir, 8 Imanol Harinordoquy, 9 Jean-Baptiste Élissalde, 10 Frédéric Michalak, 11 Christophe Dominici, 12 David Skrela, 13 David Marty, 14 Aurélien Rougerie, 15 Clément Poitrenaud Remplaçants : 16 Sébastien Bruno, 17 Pieter de Villiers, 18 Sébastien Chabal, 19 Rémy Martin, 20 Pierre Mignoni, 21 Lionel Beauxis, 22 Vincent Clerc                                                 |
| Argentine      | Titulaires : 1 Rodrigo Roncero, 2 Alberto Vernet Basualdo, 3 Omar Hasan, 4 Rimas Álvarez Kairelis, 5 Patricio Albacete, 6 Martin Durand, 7 Juan Martín Fernández Lobbe, 8 Gonzalo Longo, 9 Agustín Pichot (cap.), 10 Juan Martín Hernández, 11 Horacio Agulla, 12 Felipe Contepomi, 13 Manuel Contepomi, 14 Federico Martin Aramburu, 15 Ignacio Corleto Remplaçants : 16 Marcos Ayerza, 17 Eusebio Guiñazu, 18 Esteban Lozada, 19 Juan Manuel Leguizamón, 20 Nicolás Fernández Miranda, 21 Federico Todeschini, 22 Hernán Senillosa |
| Points marqués | France : 1 essai de Poitrenaud (70e), 1 transformation de Beauxis (70e), 1 pénalité de Elissalde (18e) Argentine : 5 essais de F.Contepomi (28e, 77e), Hasan (32e), Aramburu (53e), Corleto (65e), 3 transformations de F.Contepomi (29e, 33e, 78e), 1 pénalité de F.Contepomi (20e) |

## Finale
| Équipes        | Angleterre - Afrique du Sud |
| Score          | 6 - 15 (3-9) |
| Date           | 20 octobre 2007, 21:00 |
| Stade          | Stade de France, à Saint-Denis ( France) |
| Arbitre        | Alain Rolland |
| Angleterre     | Titulaires : 1 Andrew Sheridan, 2 Mark Regan, 3 Phil Vickery (cap.), 4 Simon Shaw, 5 Ben Kay, 6 Martin Corry, 7 Lewis Moody, 8 Nick Easter, 9 Andy Gomarsall, 10 Jonny Wilkinson, 11 Mark Cueto, 12 Mike Catt, 13 Mathew Tait, 14 Paul Sackey, 15 Jason Robinson Remplaçants : 16 George Chuter, 17 Matt Stevens, 18 Lawrence Dallaglio, 19 Joe Worsley, 20 Peter Richards, 21 Toby Flood, 22 Dan Hipkiss                                       |
| Afrique du Sud | Titulaires : 1 Os du Randt, 2 John Smit (cap.), 3 CJ van der Linde, 4 Bakkies Botha, 5 Victor Matfield, 6 Schalk Burger, 7 Juan Smith, 8 Danie Rossouw, 9 Fourie du Preez, 10 Butch James, 11 Bryan Habana, 12 François Steyn, 13 Jaque Fourie, 14 JP Pietersen, 15 Percy Montgomery Remplaçants : 16 Bismarck du Plessis, 17 Jannie du Plessis, 18 Johann Muller, 19 Wikus van Heerden, 20 Ruan Pienaar, 21 Andre Pretorius, 22 Wynand Olivier |
| Points marqués | Angleterre : 2 pénalités de Wilkinson (12e, 44e) Afrique du Sud : 4 pénalités de Montgomery (7e, 15e, 40e, 50e), Steyn (61e) |